# Cécile Djunga
Cécile Djunga (Sint-Pieters-Woluwe, 1989) is een Belgisch comédienne, weervrouw en presentatrice.

## Biografie
Na een opleiding aan de Académie des Arts de la ville de Bruxelles (2008) te Brussel volgde Djunga de opleidingen toneel en musical aan de theateracademie Cours Florent te Parijs, die ze in 2013 afrondde. Sinds 2010 is ze actief in het theater en ook als stand-upcomédienne. 
Tussen 2017 en 2020 was ze voor de RTBF als Weerpresentator actief. Daarnaast presenteerde ze ook meerdere programma's voor de RTBF, TV5, France 2 en FranceTV, waaronder Culture Club (Tipik), Mon plus beau village (RTBF), C'est Toujours Pas Sorcier (France TV).
Door haar werk ontving ze vele racistische berichten, waarna ze een klacht indiende. De reacties en het proces na de klacht kregen de nodige aandacht in de media.

## Prijzen (selectie)
- 2014 - Jong talent - (Festival International du Rire de Liège)
- 2017 - Publieks- en pressprijs (Festival International du Rire te Bastogne)[3]
- 2018 - Buzz de l'Année - Lobby Awards[4]
- 2019 - Meest inspirerende vrouw van het jaar (Global Woman Awards)[5]
- 2020 - Prix de l'humour - (Golden Afro Artistic Awards)[6]